# Grisy-les-Plâtres
Grisy-les-Plâtres egy község Franciaországban. Lakosainak száma 706 fő (2022. január 1.).

## Földrajza
Grisy-les-Plâtres Theuville, Bréançon, Cormeilles-en-Vexin, Épiais-Rhus és Génicourt községekkel határos.